# Friedrich-August-von-Hayek-Stiftung
Die Friedrich-August-von-Hayek-Stiftung wurde im Mai 1999 aus Anlass des einhundertsten Geburtstages Friedrich August von Hayeks gegründet. Die Stiftung mit Sitz in Freiburg im Breisgau wird von Lüder Gerken geleitet. Stifter war der Finanzdienstleister Wüstenrot & Württembergische, Gründungskurator war Bundespräsident Roman Herzog. Seit 2022 ist Jens Weidmann Vorsitzender des Kuratoriums. Laut eigenen Angaben unterstützt die Stiftung die Festigung und Förderung der Grundlagen einer freiheitlichen Wirtschafts- und Gesellschaftsordnung auf nationaler wie auf internationaler Ebene im Sinne Friedrich August von Hayeks.

## Kuratorium
Mitglieder des Kuratoriums sind:
| - Jens Weidmann (* 1968), Vorsitz seit 2022 - Jean-Claude Juncker, Ehrenvorsitzender seit 2022 - Leszek Balcerowicz (* 1947), seit 2020 - Heinrich Otto Deichmann (* 1962), seit 2013 - Alexander Erdland (* 1951), seit 2006 - Udo Di Fabio (* 1954), seit 2018 | - Lüder Gerken (* 1958), seit 1999 - Werner Hoyer (* 1951), seit 2019 - Otmar Issing (* 1936), seit 2005 - Renate Köcher (* 1952), seit 2019 - Heike Göbel (* 1959), seit 2022 - Franz Fehrenbach (* 1949), seit 2022 | - Nicola Leibinger-Kammüller (* 1959), seit 2014 - Ludger Schuknecht (* 1962), seit 2019 - Jürgen Stark (* 1948), seit 2018 - Holger Steltzner (* 1962), seit 2013 - Wolfgang Schüssel (* 1945), seit 2022 |

Ehemalige Mitglieder des Kuratoriums:
| - Frits Bolkestein (1933–2025),1999–2013 - Ralf Dahrendorf (1929–2009), 1999–2009 - Gert Haller (1944–2010), 2002–2010 | - Roman Herzog † (* 1934), Vorsitzender 1999–2013 - Laurence Hayek † (* 1934),1999–2004 - Jürgen Jeske (* 1935),1999–2013 - Jürgen Albert Juncker (* 1969), 2016–2019 | - Christoph Keese (* 1964), 2005–2009 - Horst Köhler † (* 1943), Ehrenvorsitzender ab 2022 - Roland Tichy (* 1955), 2013–2019 - Hans Tietmeyer (1931–2016), 1999–2016 |

## Hayek-Preise
Die Stiftung verleiht alle zwei Jahre den Internationalen Preis und den Publizistikpreis der Friedrich-August-von-Hayek-Stiftung. Die Preise sollen Persönlichkeiten ehren, die sich durch beispielhafte und außergewöhnliche Leistungen bei der Errichtung, Stärkung oder sonstigen Förderung einer freiheitlichen Wirtschafts- und Gesellschaftsordnung in Deutschland, in Europa oder in anderen Teilen der Welt ausgezeichnet haben.
Preisträger und Preisträgerinnen:
- 2001: Publizistik: Hans D. Barbier, Internationaler Preis: Leszek Balcerowicz
- 2003: Publizistik: Johan Norberg, Internationaler Preis: Otmar Issing und Margaret Thatcher
- 2005: Publizistik: Karen Horn, Internationaler Preis: Mario Monti
- 2007: Publizistik: Horst Siebert, Internationaler Preis: Mikuláš Dzurinda
- 2009: Publizistik: Paul Kirchhof, Internationaler Preis: Václav Klaus
- 2011: Publizistik: Rainer Hank, Internationaler Preis: Andrus Ansip und Valdis Dombrovskis
- 2013: Publizistik: Dorothea Siems, Internationaler Preis: Sauli Niinistö
- 2015: Publizistik: Udo Di Fabio, Internationaler Preis: Jens Weidmann, Ehrenpreis: Roman Herzog
- 2017: Publizistik: Heike Göbel, Internationaler Preis: Joachim Gauck[4]
- 2019: Publizistik: Wolfgang Clement, Internationaler Preis: Margrethe Vestager
- 2022: Publizistik: Andreas Rödder, Internationaler Preis: Kaja Kallas, Arthurs Krisjanys und Ingrida Simonyte[5]

## Rezeption
Nach Auffassung der Journalistin Susanne Götze lehnen Mitglieder der Stiftung Klimaschutz sowie die ökologische Transformation als sozialistische Idee und Bedrohung der Freiheit und Demokratie ab. Die für den Klimaschutz notwendige Begrenzung der Treibhausgas-Emissionen sei vergleichbar mit der Lebensmittelrationierung nach dem Zweiten Weltkrieg.